# 1673 en littérature
| Années de la littérature : 1670 - 1671 - 1672 - 1673 - 1674 - 1675 - 1676    |
| Décennies de la littérature : 1640 - 1650 - 1660 - 1670 - 1680 - 1690 - 1700 |

Cet article présente les faits marquants de l'année 1673 en littérature.

## Événements
- 1er mai : le dramaturge Thomas Killigrew est nommé Maître des Délices en Angleterre[1].

- La troisième édition du poème héroïque de Desmarets de Saint-Sorlin Clovis ou la France chrestienne relance la querelle des Anciens et des Modernes en affirmant, dans son épître au roi la supériorité des Modernes sur les Anciens[2].

- La Vie de l’archiprêtre Avvakoum par lui-même, récit autobiographique d’Avvakoum rédigée de 1672 à 1673[3].

## Parutions
- 18 avril : permission d’imprimer l’ouvrage de Jacques Spon, Recherche des antiquités et curiosités de la ville de Lyon, Lyon, Jacques Faeton, 1673 (présentation en ligne).
- 1er août : achevé d’imprimer de l’ouvrage de François Poullain de La Barre, De l'égalité des deux sexes, discours physique et moral où l'on voit l'importance de se défaire des préjugez, Paris, Jean Du Puis, 1873 (présentation en ligne).

- Sentimens chrétiens pour entretenir la dévotion durant la journée du Père Bouhours[4].

- Jean de La Fontaine, Poème de la captivité de saint Malc, Paris, Claude Barbin, 1673 (présentation en ligne).
- Jean Desmarets de Saint-Sorlin, Clovis ou la France chrestienne : Troisième édition, Paris, Claude Cramoisy, 1673 (présentation en ligne).
- Johannes Schefferus, Lapponia, Frankfurt, Christian Wolff, 1673 (présentation en ligne)

## Décès
- 17 février : Molière (Jean-Baptiste Poquelin), dramaturge et acteur français (° 1622).